# NGC 5255
NGC 5255 ist eine 14,5 mag helle Spiralgalaxie vom Hubble-Typ Sa im Sternbild Großer Bär. Sie ist schätzungsweise 316 Millionen Lichtjahre von der Milchstraße entfernt.
Das Objekt wurde am 17. April 1789 von Wilhelm Herschel mit einem 18,7-Zoll-Spiegelteleskop entdeckt, der sie dabei mit „suspected eF, vS“ beschrieb.